# 高力正長
高力正長（1558年－1599年6月14日）是日本戰國時代的武將。德川氏家臣。父親是德川家康的重臣‧武藏國岩槻藩藩主高力清長。母親是阿倍氏。正室是本多忠俊的女兒。兒子有忠房、正重、長次。女兒是本多信勝室、脇坂某室。通稱與次郎、權左衛門。官位是從五位下土佐守。

## 經歷
與父親清長同樣仕於德川家康，在三方原之戰、長篠之戰、小牧長久手之戰等戰事中立下戰功。在天正10年（1582年）擔任照顧武田勝賴的女兒貞姬（後來成為宮原義久室）的役職。於天正15年（1587年）就任大番頭。慶長4年（1599年），敘任從五位下土佐守，不過於同年死去。戒名是快林院全室道機居士。墓所在埼玉縣埼玉市的太平山芳林寺。家督由長男忠房繼承。